# Zombia antillarum
Zombia antillarum – gatunek rośliny z rodziny arekowatych. Pochodzi z Haiti, gdzie nazywana jest lokalnie latanye zombi. Jedyny gatunek należący do rodzaju Zombia.

## Morfologia

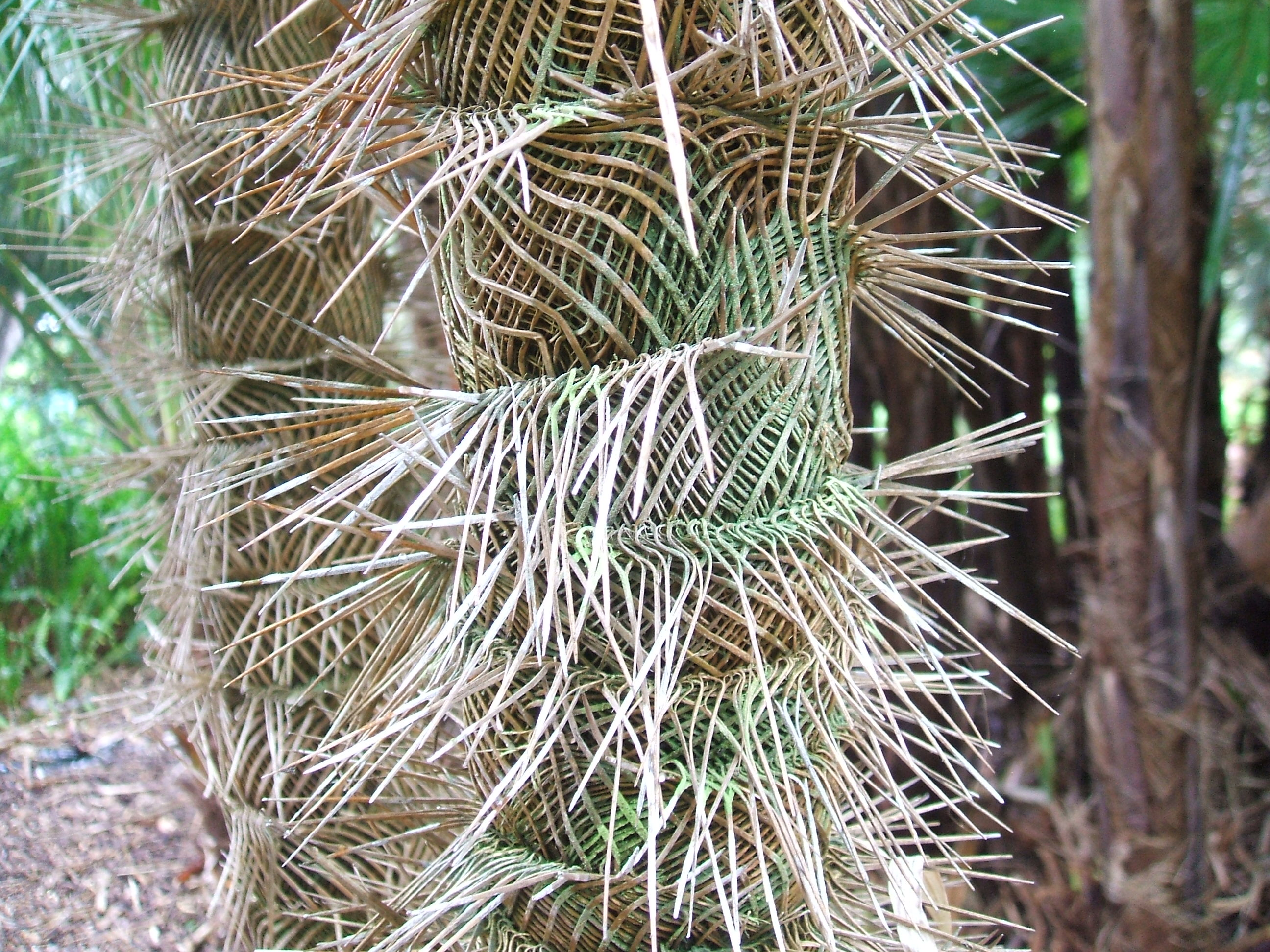
Charakterystyczne kolce i "mata" oplatająca kłodzinę

PokrójNiewielka palma, osiągająca wysokość 5 m.
KłodzinaCienka, pokryta kolcami, zachowane luźno tkane pochwy liściowe.
LiścieDłoniaste, końcówki pokryte woskiem. Listki częściowo zrośnięte ze sobą.
KwiatyKwitnie na wiosnę i latem. Kwiaty obupłciowe.
OwoceBiałe.

## Zastosowanie
- Roślina ozdobna, sadzona w parkach i ogrodach.